# Katsu Aki
Katsuaki Nakamura (中村 克明, Nakamura Katsuaki, ur. 19 września 1961) – japoński artysta, twórca mang. Na język polski została przetłumaczona jego manga Miłość krok po kroku. Jednym z jego byłych asystentów jest Mine Yoshizaki.